# Sataspes tagalica
Sataspes tagalica är en fjärilsart som beskrevs av Jean Baptiste Boisduval 1875. Sataspes tagalica ingår i släktet Sataspes och familjen svärmare. Inga underarter finns listade.

## Beskrivning

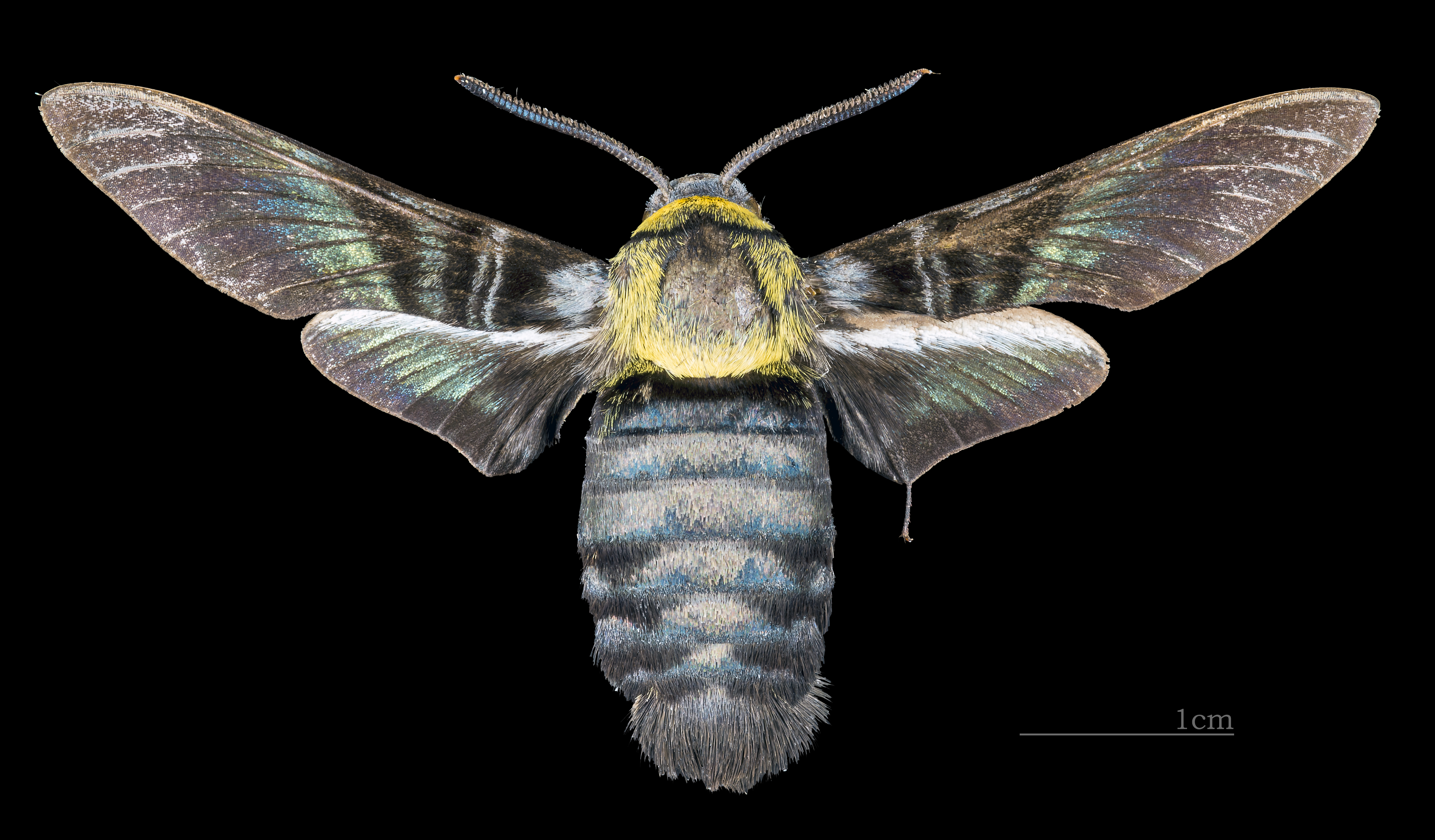
♂
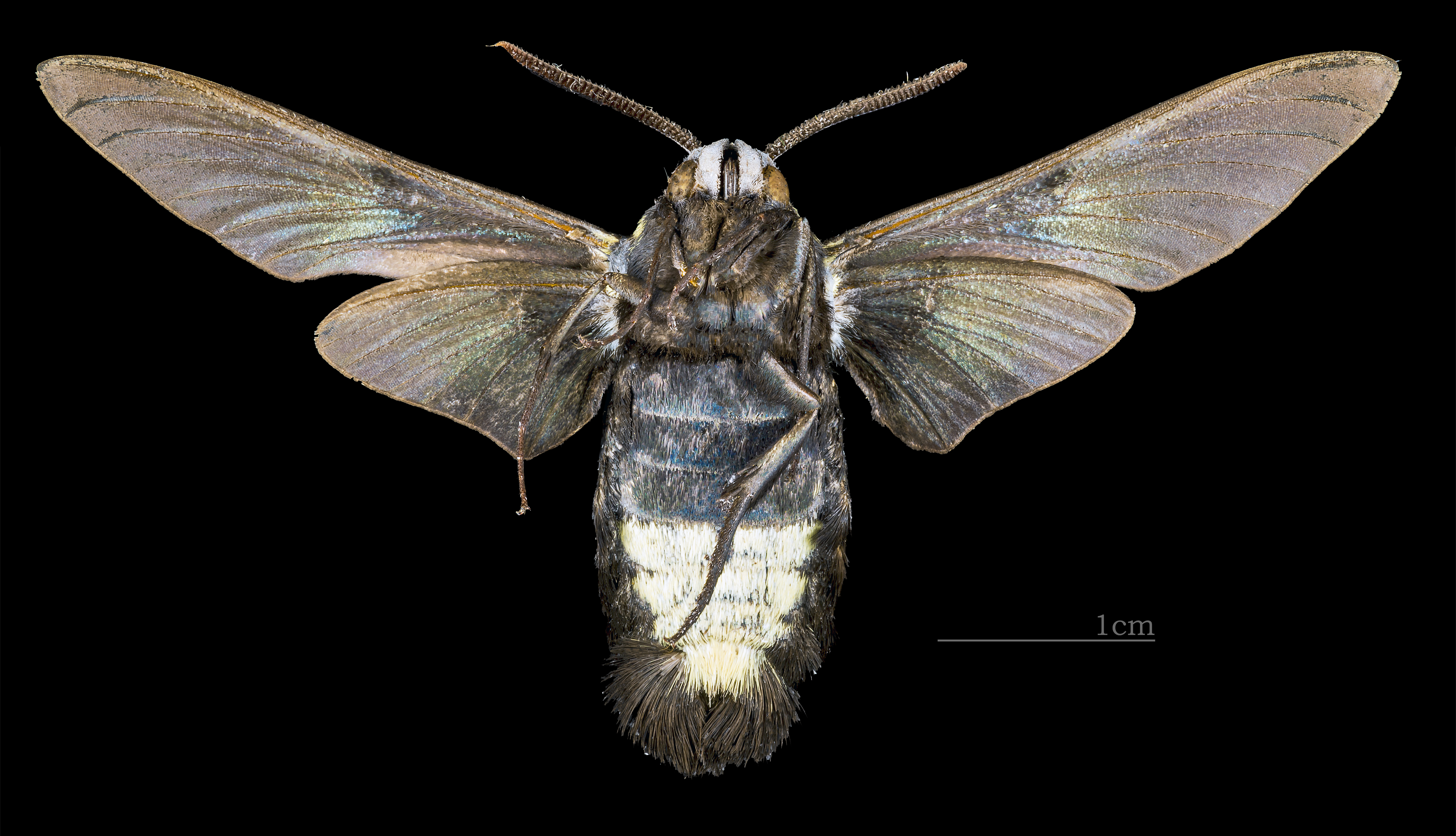
♂ △
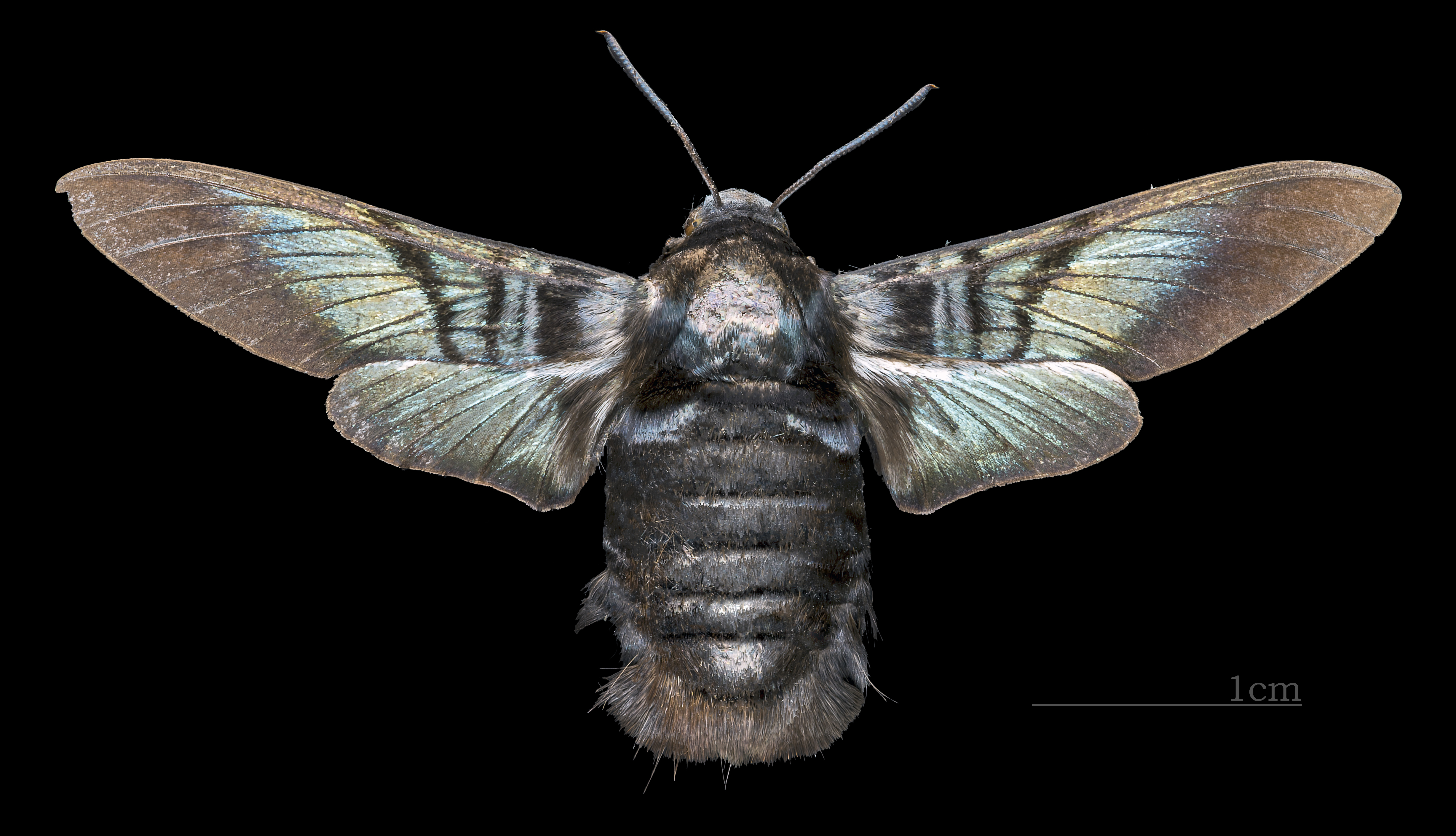
♀
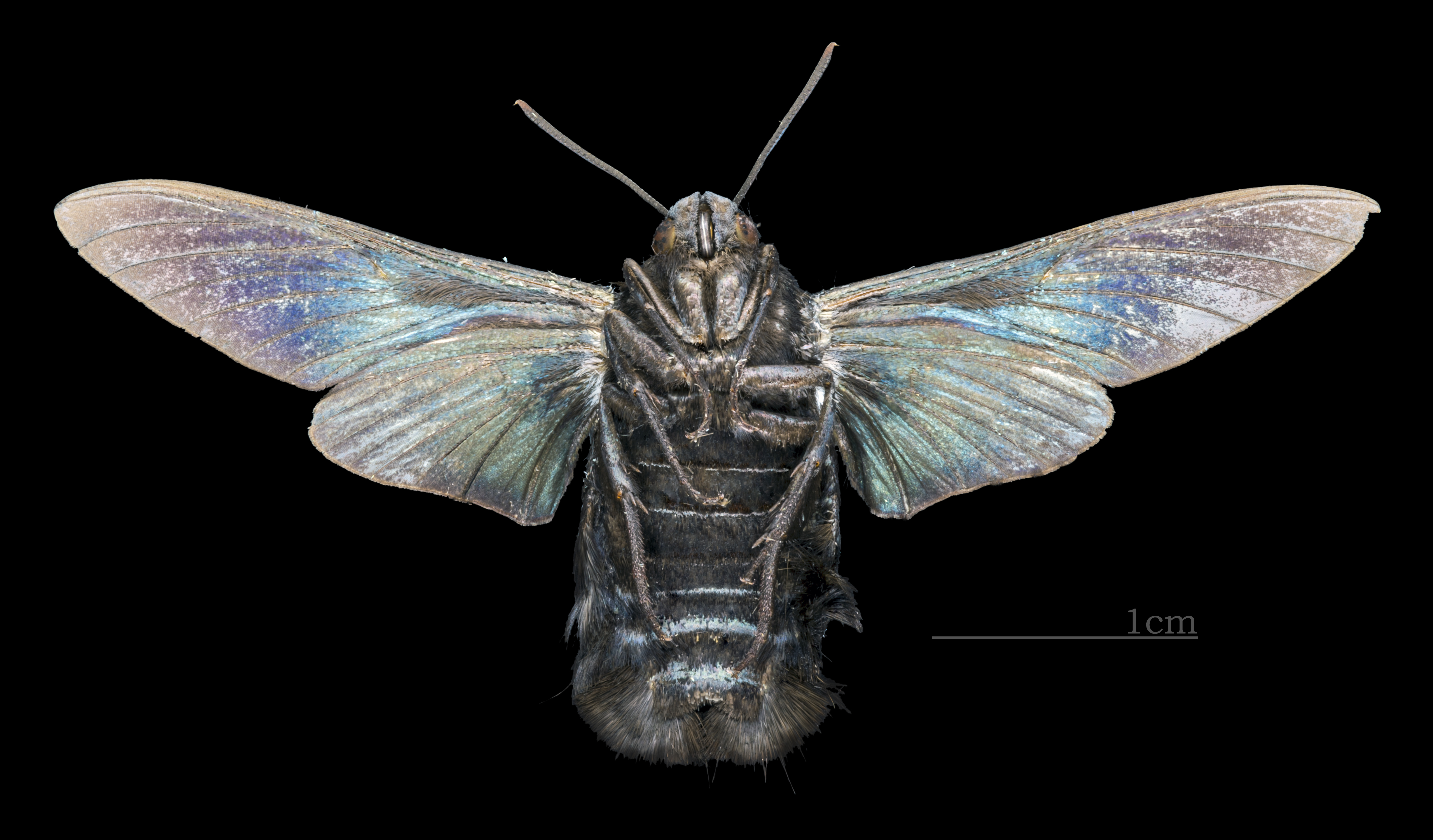
♀ △